# Szabó Borbála
Szabó Borbála (Budapest, 1978. április 7. –) drámaíró, író, dramaturg, műfordító, színész.

## Pályafutása
Negyedikes gimnazistaként 5. helyezést ért el az OKTV-n, így jutott be az egyetemre. Egy irodalmi pályázaton ismerkedett meg Varró Dániellel. Az egyetemen a magyar mellett észt szakot is végzett, majd a színművészeti egyetem színháztudomány szakán tanult Osztovits Levente osztályában.
Írt színdarabot, regényt, dolgozott dramaturgként és színészként; készített műfordításokat észt és német nyelvről. A Színház- és Filmművészeti Egyetemen drámaírást tanított. Göttinger Pál meghívására a Bárka Színházban dolgozott dramaturgként, majd szövegíróként, drámaíróként. Legismertebb darabjai a Varró Dániellel közösen írt Líra és Epika című mesejáték (2009, Budapest Bábszínház), a Telefondoktor című mono-bohózat (2011, Thália Színház), a Bánk bán „magyarról magyarra fordítása” (2012, Kecskeméti Katona József Színház), a Nincsenapám, seanyám című ifjúsági dráma (2013, Stúdió K, 2016, Kolibri Pince), és a Szülői értekezlet (2015, Jurányi Inkubátorház), amelyben színészként is fellép. A Telefondoktor 2017-ben elérte 150., a Líra és Epika a 100., a Szülői értekezlet pedig az 50. előadását.
2012-ben megjelent egy mesekönyve, az Átváltozott gyerekek (Pagony Kiadó), és ifjúsági regénye, a Nincsenapám, seanyám (Tilos az Á). Újságír (Éva Magazin, Nők Lapja), és kabaréjeleneteket ír a Dumaszínház, a Gólem Színház és a Rádiókabaré számára.

## Családja
Férje Nényei Pál, négy gyermekük van.

## Művei
- Átváltozott gyerekek; Pozsonyi Pagony, Bp., 2012
- Telefondoktor
- A teljes tizedik évad
- Vicces, királykisasszony?
- Kerengők. Csongor és Tünde; szöveg Vörösmarty Mihály alapján Szabó Borbála; Tilos az Á Könyvek, Bp., 2016
- Nincsenapám, seanyám; Tilos az Á Könyvek, Bp., 2016 (Vészkijárat)[5]
- Szabó Borbála–Varró Dániel: Líra és Epika. Mesejáték; Pagony, Bp., 2017[6]
- Szülői értekezlet. Öt dráma; Kortárs, Bp., 2018 (Kortárs dráma)[7]
- A nagyok is voltak kicsik; Pagony, Bp., 2019 (Most én olvasok!)
- Az átszívó porszívó; Pagony, Bp., 2019 (Most én olvasok!)
- Rebeka
- (Ne) legyél (mindig) rendes!; Pagony, Bp., 2020 (Most én olvasok!)
- A János vitéz kód
- Nincsenapám, seanyám; POKET Zsebkönyek, Bp., 2024